# Le Violoncelliste sourd
Le Violoncelliste sourd est un roman québécois publié par Francis Malka (Québec, Canada) en 2008.

## Résumé
Un jeune violoncelliste ambitieux se brouille avec son maître. Un projecteur se détache du plafond lors d'un concert et le blesse à la tête. Une surdité soudaine met fin à une carrière prometteuse.
Fin? Pas tout à fait. Car, contre toute attente, l'ouïe du violoncelliste se rétablit. Suivant les conseils de Léon Honneger, son impresario, le jeune musicien concevra la plus grande imposture qu'ait vue le monde musical à ce jour: il cachera son rétablissement au monde entier et feindra la surdité afin de relancer sa carrière. Le succès est instantané. Du jour au lendemain, il devient un prodige, un phénomène qui fait courir les foules d'un bout à l'autre de l'Europe. Comment un sourd peut-il manier le violoncelle avec tant de doigté? Et surtout, comment peut-il jouer aussi juste?
Mais le secret est d'autant plus lourd à porter qu'il est grand. Si le violoncelliste parvient à berner tout le monde, des médias jusqu'à Clara Higgins, son accompagnatrice, il ne fait pas le poids face à ceux dont le métier consiste à démasquer les imposteurs.
C'est ainsi que, sous la menace constante que son mensonge soit révélé au grand jour, il doit maintenant obéir malgré lui aux ordres des services secrets israéliens.